# 三国川ダム
三国川ダム（さぐりがわダム）は、新潟県南魚沼市、信濃川水系三国川（さぐりがわ）に建設されたダム。高さ119.5メートルのロックフィルダムで、洪水調節・不特定利水・上水道・水力発電を目的とする、国土交通省直轄の多目的ダムである。ダム湖（人造湖）の名はしゃくなげ湖という。

## 歴史
魚野川流域は有数の豪雪地帯であるが故に水量は極めて豊富で、その上急峻な地形もあいまって水力発電が盛んであり、黒又川第一ダム・黒又川第二ダムといった大規模な発電用ダムが相次いで建設され、一大電源開発地帯となっている。
一方、急峻な地形と豊富な水量は治水の観点から見れば洪水を起こしやすい条件でもある。事実、魚野川は古来より数々の水害を流域にもたらしている。1969年（昭和44年）8月に信濃川流域を襲った集中豪雨（昭和44年8月豪雨）は、魚野川流域や上流の高瀬川流域において深刻な被害をもたらした。それまでは堤防整備などで対処していた建設省（現・国土交通省北陸地方整備局）は1974年（昭和49年）に「信濃川水系工事実施基本計画」を改訂。多目的ダムによる総合的な治水・利水を行うことにした。こうした中で魚野川流域に三国川ダムを、高瀬川に大町ダムを建設して信濃川の洪水調節を図ろうとしたのである。
魚野川は上流にリゾートとして有名な湯沢町を抱え、人家が密集しており、水没物件の補償という点でダム建設の適地がないことから、支流の三国川に着目し特定多目的ダムの建設を計画。1975年（昭和50年）より事業に着手し、18年の歳月をかけて1992年（平成4年）に完成。魚野川流域のダムの中では最も規模が大きいものとなった。その間にも魚野川流域では他地点でも多目的ダム建設計画が進められ、支流・破間川に破間川ダムが、さらにその支流・和田川には広神ダムが建設された。
- 1969年(昭和44年) 新潟県予備調査を実施。
- 1975年(昭和50年) ダム実施調査に着手。
- 1977年(昭和52年) ロックフィルダムに決定。
- 1980年(昭和55年) 一号仮排水トンネルの工事に着手。
- 1981年(昭和56年) 三国川ダム本体建設工事に着手。
- 1987年(昭和62年) ダム堤盛立て着手。
- 1990年(平成2年)  ダム堤体盛立て完成、非常用洪水吐完成。発電施設の建設着手。
- 1991年(平成3年)  湛水開始
- 1992年(平成4年)  竣工

## 周辺
ダム周辺は「地域に開かれたダム」として積極的に地元に開放されており、オートキャンプ場・テニスコート・釣り堀等が整備されているほか、ダム直下には露天風呂（沸かし湯）があり100円で入浴できる。ダム湖付近はシャクナゲの自生地であることから、ダム湖の名前はしゃくなげ湖と名付けられた。上流には名勝・十字峡がある。
近くには多くのスキー場を有し冬の一大リゾート地として多くの観光客を集める湯沢町がある。交通手段も関越自動車道や上越新幹線が近くを通っており、アクセスも便利である。

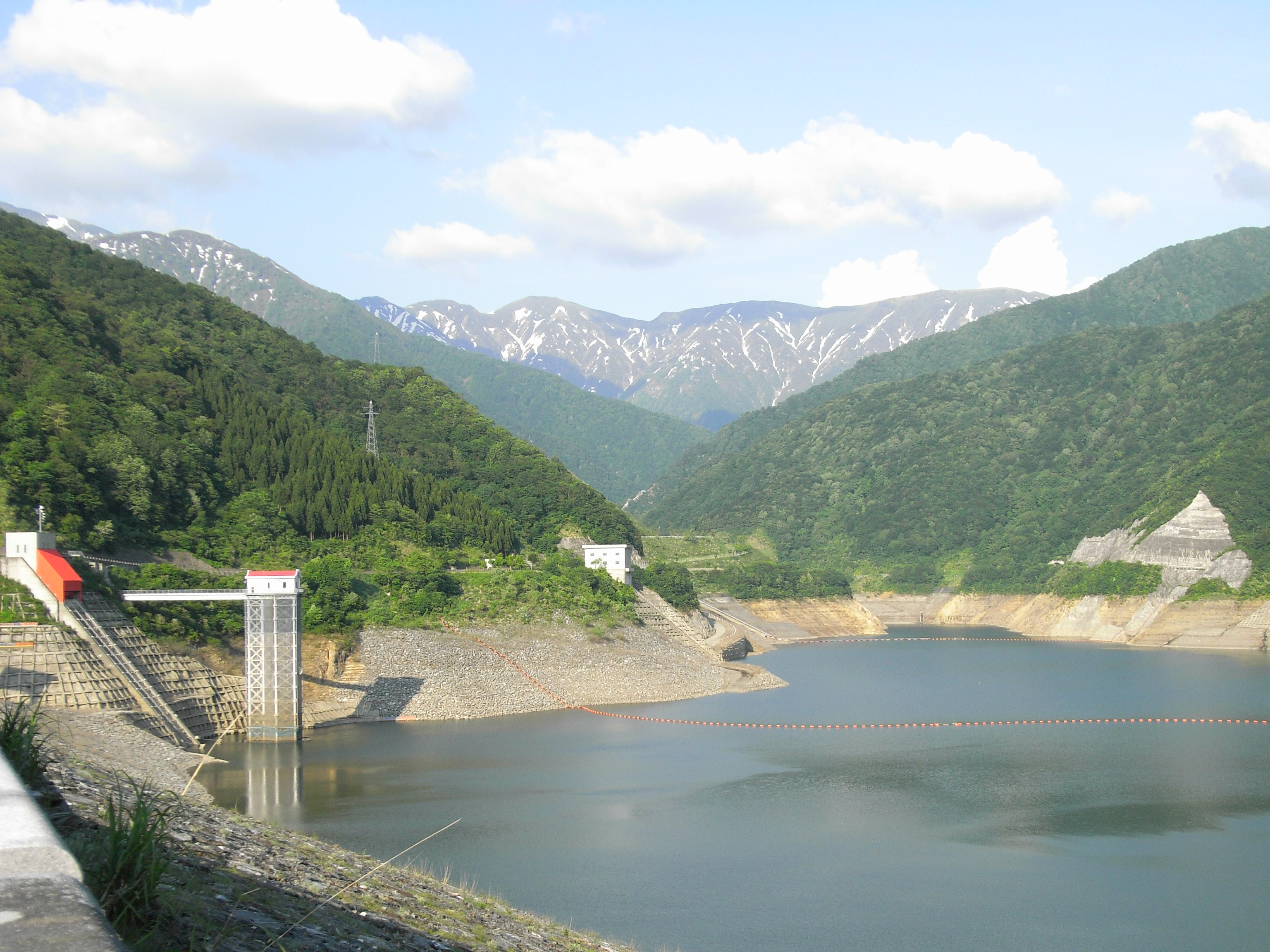
しゃくなげ湖
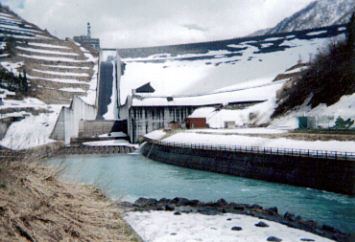
冬の三国川ダム

## 三国川ダムに関連する作品

### 漫画
- ダムマンガ（井上よしひさ）

## その他
- 2000年公開の日本映画『ホワイトアウト』で、三国川ダム非常用洪水吐周辺においてロケーション撮影が行われた[1]。